# Care-O-bot

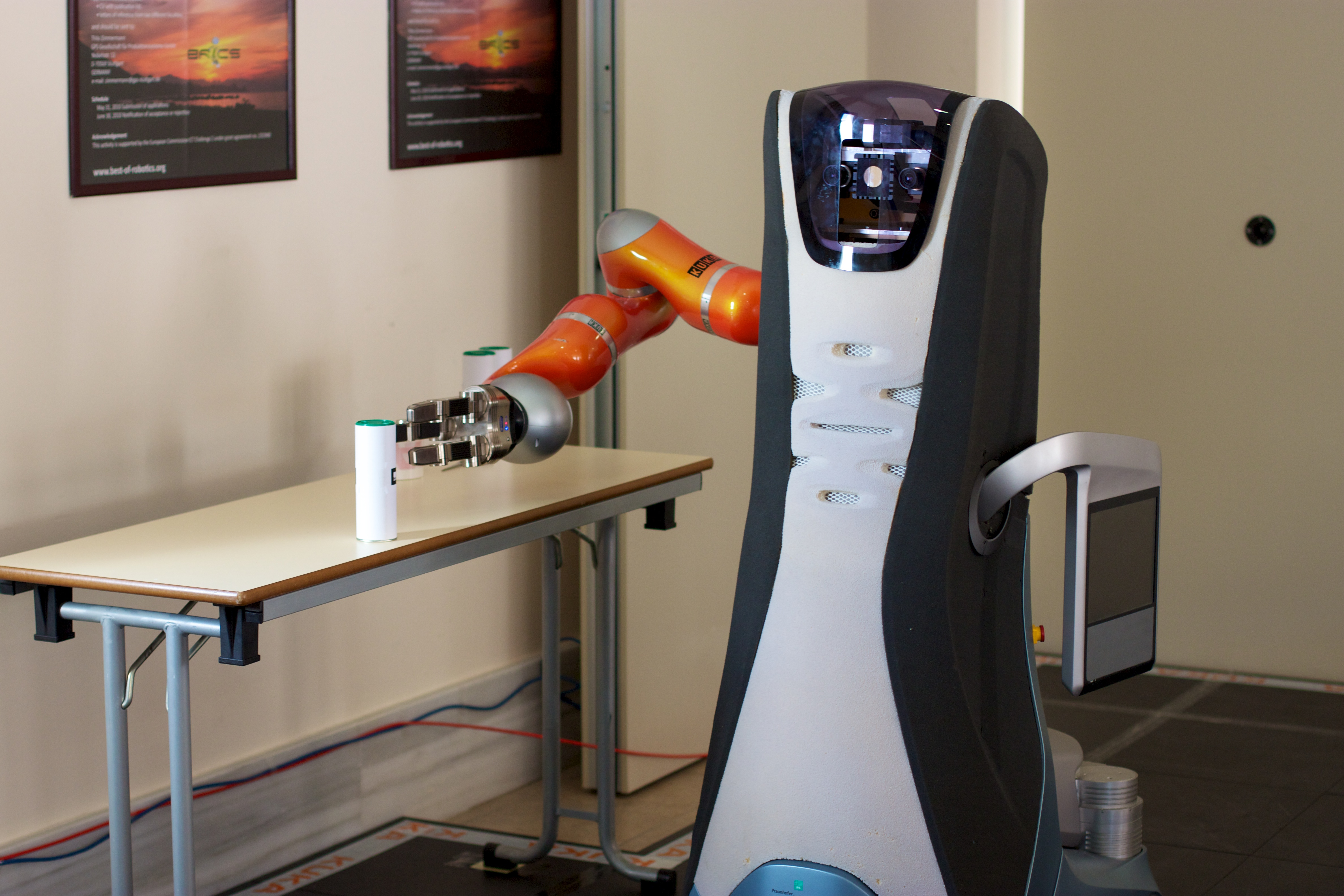
Care-O-bot 3

Care-O-bot sind Entwicklungsmodelle eines mobilen Roboterassistenten zur aktiven Unterstützung des Menschen z. B. in den Bereichen Haushalt, Hotel, Pflegeheim oder Krankenhaus. Der Roboter wird seit den 1990er-Jahren am Fraunhofer-Institut für Produktionstechnik und Automatisierung IPA entwickelt.

## Entwicklungsstufen

### Care-O-bot I
Der erste Care-O-bot-Prototyp wurde 1998 am Fraunhofer-Institut für Produktionstechnik und Automatisierung aufgebaut. Der Roboter bestand aus einer mobilen Basisplattform sowie einem dreh- und schwenkbaren Touchscreen, der eine intuitive Kommunikation mit Menschen ermöglichte.
Care-O-bot I konnte sich sicher und verlässlich unter Menschen bewegen und damit einfache Transportaufgaben im Haushalt durchführen. Zudem wurde er als Messe- und Ausstellungsführer eingesetzt und diente als Basis für die Entwicklung der drei Museumsroboter im Museum für Kommunikation Berlin.

### Care-O-bot II
Der 2002 gebaute Care-O-bot II kann mit einfacheren Haushaltsgegenständen umgehen und diese zum Beispiel holen oder bringen. Er war mit einem Manipulator, höhenverstellbaren Gehstützen, einem kippbaren Sensorkopf, der zwei Kameras und einen Laserscanner zur Umgebungserfassung versehen, sowie einem Tablett-PC zur Steuerung ausgestattet.
Neben der Fähigkeit zur autonomen Navigation, die bereits auf dem Care-O-bot I umgesetzt wurde, war der zweite Prototyp in der Lage, einfache Manipulationsaufgaben auszuführen und konnte als intelligente Gehhilfe genutzt werden.

### Care-O-bot 3
Der Care-O-bot 3 wurde 2008 fertiggestellt. Der Roboter war mit einem omnidirektionalen Antrieb, einem Manipulator mit sieben Freiheitsgraden, einer Drei-Finger-Hand sowie einer Vielzahl von Sensoren ausgestattet. Zur Navigation wurden wie im Vorgängermodell Laserscanner eingesetzt. Der dreh- und neigbare Sensorkopf beinhaltet zwei Farbkameras und eine 3D-Kamera zur 3D-Umgebungserfassung in Echtzeit. Als interaktiver Butler war Care-O-bot 3 bereits in der Lage, typische Haushaltsgegenstände selbstständig zu erkennen und aufzunehmen sowie mit Hilfe eines Tabletts an den Menschen zu übergeben.

### Care-O-bot 4
Die neueste Version, Care-O-bot 4, wurde im Januar 2015 fertiggestellt. Während die Vorgänger seit 1998 primär zur Entwicklung technologischer Grundlagen genutzt wurden, soll er durch modularen Aufbau die Basis für Produktfamilien kommerzieller Serviceroboter-Lösungen bieten. Er ist agiler, modularer und kostengünstiger als seine Vorgänger.
Das Äußere des Care-O-bot 4 wurde vom Fraunhofer IPA zusammen mit dem Stuttgarter Designstudio Phoenix Design entwickelt. Für das Produktdesign wurde 2015 der Red Dot Design Award in der Kategorie Product Design mit der Auszeichnung „best of the best“ verliehen.

## Mögliche Anwendung
Care-O-bot dient aktuell als Hightech-Forschungsplattform. Der Roboter kann individuell konfiguriert und mit Sensoren und Aktoren ausgestattet werden.

### Care-O-bot 4
Haushalt
Care-O-bot 4 könnte als mobiler Roboterassistent dienen, der den Menschen aktiv im täglichen Leben unterstützt, indem er z. B. Essen bringt oder beim Kochen assistiert bzw. dieses ganz übernimmt.
Dienstleistungen
Weitere Einsatzmöglichkeiten sind die Unterstützung von Patienten und Personal in medizinischen Einrichtungen, die Essenslieferung in Restaurants, die Unterstützung an der Rezeption oder im Roomservice in Hotels oder als Unterhaltungsplattform. In einem Pilotprojekt wurde der Roboter für den Einsatz im Handel angepasst. In einem Saturn-Markt in Ingolstadt begrüßt er als Einkaufsassistent namens Paul die Kunden und führt sie zum gewünschten Produkt.
Industrie
Im industriellen Umfeld könnte Care-O-bot als Kommissioniergerät im Lager oder zum Be- und Entladen von Maschinen genutzt werden. Das Basismodul kann als Transportplattform genutzt werden.

### Care-O-bot 3
Hol- und Bringdienste
Um Care-O-bot einen Auftrag zu erteilen, wählt der Benutzer das gewünschte Objekt mit Hilfe eines mobilen Gerätes aus. Dies kann zum Beispiel ein Smartphone oder der Touchscreen sein, welcher im Tablett des Roboters (bzw. in der neuesten Generation im Kopf) integriert ist. Care-O-bot ist so programmiert, dass er weiß, wo sich ein bestimmtes Objekt in der Wohnung befindet. Sein Navigationssystem ermöglicht es ihm, eigenständig einen optimalen Weg zu dem gegebenen Ziel zu verfolgen. Er lokalisiert das ausgewählte Objekt, greift es mit seinem Roboterarm und platziert es für den Transport und die Weitergabe an den Benutzer auf seinem Tablett.
Unterhaltung und Kommunikation
Über den interaktiven Touchscreen des Roboters können Videotelefonate geführt werden. Außerdem kann er als Spielbrett für interaktive Denkspiele und kognitives Training eingesetzt werden. Musik oder Hörspiele können abgespielt werden. Er kann an wichtige Termine wie die Einnahme von Medizin erinnern.
Unterstützung in Notfällen
Care-O-bot kann sich auf eine gestürzte Person zubewegen und eine Videoverbindung zu einem Notfallcenter aufbauen.

## Technische Details
Hardware- und Software-Details von Care-O-bot 4:
| Hardware                       | Modularität | Care-O-bot 4 besteht aus 6 unabhängigen und konfigurierbaren Plug-and-Play-Modulen. Je nach der erforderten Anwendung kann die Care-O-bot-4-Lösung angepasst werden: von einer einfachen Transport-Einheit bis hin zu einem voll entwickelten zweiarmigen Roboter. |
| Hardware                       | Beweglichkeit | Zwei Kugelgelenke mit bis zu 31 Freiheitsgraden bieten einen großen Arbeitsbereich, welcher vollständig mit Sensoren ausgerüstet ist. Die sphärischen Gelenke ermöglichen Roll-Nick-Gier-Bewegungen von Torso und Kopf, sodass der Roboter eine Vielzahl von Gesten und Körperbewegungen ausführen kann.                                                              |
| Hardware                       | Interaktion | Care-O-bot 4 besitzt einen leicht zugänglichen Touchscreen am Kopf sowie Mikrofone zur Spracherkennung und Kameras zur Personen- und Gestenerkennung. Durch Gesten wie Nicken oder Kopfschütteln, Töne, den LED-Ring im Torso oder einen Laserpointer in der Hand kann der Roboter dem Nutzer auf intuitive Art und Weise mitteilen, was er plant oder begriffen hat. |
| Software                       | | |
| Open Source                    | Der Roboter besitzt offene Softwareschnittstellen, sodass seine Funktionalität einfach erweitert werden kann. Er wird mit Open-Source-Treibern des Open Source Robot Operation Systems ROS geliefert. ROS ermöglicht es dem Care-O-bot 4, eine Vielzahl von Serviceroboter-Komponenten aus den Bereichen Navigation, Manipulation und Wahrnehmung zu nutzen. | |
| Software Development Kit (SDK) | Entwickler können die Simulations- und Visualisierungstools des Open Source Care-O-bot-Angebots kostenlos nutzen. | |